# 萘甲酰基
萘甲酰基（英語： 或 ）是指衍生自萘甲酸的酰基官能团。
能指以下基团：
- 1-萘甲酰基（英語： 或 ）衍生自1-萘甲酸[2]
- 2-萘甲酰基（英語： 或 ）衍生自2-萘甲酸[3]